# Theligonaceae
Theligonaceae is een botanische naam, voor een familie van tweezaadlobbige planten. Een familie onder deze naam wordt zelden erkend door systemen voor plantentaxonomie, en ook niet door het APG-systeem (1998) en het APG II-systeem (2003): deze plaatsen de betreffende planten in de familie Rubiaceae.
De familie wordt wel erkend door het Cronquist-systeem (1981) dat de familie in de orde Rubiales plaatst. Volgens Watson & Dallwitz bestaat de familie uit slechts één geslacht (Theligonum).